# NGC 5075
NGC 5075 је елиптична галаксија у сазвежђу Девица која се налази на NGC листи објеката дубоког неба.
Деклинација објекта је + 7° 49' 54" а ректасцензија 13h 19m 6,2s. Привидна величина (магнитуда) објекта NGC 5075 износи 13,9 а фотографска магнитуда 14,9. NGC 5075 је још познат и под ознакама CGCG 44-65, NPM1G +08.0322, PGC 46424.